# Stenocoelium
Stenocoelium es un género de plantas  pertenecientes a la familia Apiaceae. Comprende 6 especies descritas y de estas, solo 3 aceptadas.

## Taxonomía
El género fue descrito por Karl Friedrich von Ledebour y publicado en Flora Altaica 1: 297. 1829. La especie tipo es: Stenocoelium athamantoides (M. Bieb.) Ledeb.	

## Algunas especies
A continuación se brinda un listado de las especies del género Stenocoelium aceptadas hasta julio de 2013, ordenadas alfabéticamente. Para cada una se indica el nombre binomial seguido del autor, abreviado según las convenciones y usos.
- Stenocoelium athamantoides (M. Bieb.) Ledeb.
- Stenocoelium popovii V.M. Vinogr. & Fedor.
- Stenocoelium trichocarpum Schrenk